# František Douda
František Douda (23. října 1908 Lhota Samoty – 15. ledna 1990 Praha) byl český a československý všestranný sportovec – reprezentant; trojnásobný účastník OH (1928, 1932, 1936) a medailista; první československý světový rekordman v atletice (vrh koulí);

## Život
Narodil se jako jeden z pěti dětí zemědělce v usedlosti Lhota Samoty, místní části (1 km severozápadně) města Planá nad Lužnicí; v letech 1919–1927 studoval reálné gymnázium v Táboře; po maturitě byl úředníkem na poštovním úřadě v Praze, vystudoval Fakultu elektrotechniky ČVUT v Praze a nastoupil jako inženýr na Ministerstvo spojů.

### Sportovní začátky
O atletiku se začal Douda zajímat v době VIII. Olympijských her v Paříži (1924) a první zájem věnoval disciplínám, o nichž si mohl udělat bližší představu. Ve Vilímkově „Studentském kalendáři" na školní rok 1924/25 našel stručný popis atletických disciplín a údaje o váze a rozměrech atletického nářadí; vyrobil si svůj první oštěp a trénoval sám na zahradě u samoty. Četl sportovní literaturu a údaje o vrhačských rekordech, zejména dorosteneckých, začal se zajímat o další vrhačskou disciplínu – disk. Udělal si (po prvním z plochého kamene) zdokonalený disk z dubového dřeva a když pro bolest v lokti nemohl intenzivně házet oštěpem, začal se ještě zajímat i o vrh koulí. K tréninku měl zpočátku půjčené pětikilové závaží nebo „svůj“ kulatý kámen.[zdroj?]

### První závody
Na jaře 1926 zkusil v Táboře, na tehdejším hřišti „U sloupu", poprvé hod normálním oštěpem, všechny přítomné překvapil délkou hodu – 47 m – kterou neoficiálně překonal tehdejší dorostenecký rekord. Byl vzápětí nominován do městského mužstva Tábora (na nátlak profesora Pecha slíbil účast) a za týden nastoupil k meziměstskému atletickému utkání Tábor–Nymburk. Skončil jako druhý v oštěpu i v disku. Po tomto závodě začal trénovat systematicky a v květnu 1927 na středoškolských závodech v Českých Budějovicích o pohár YMCA vyhrál pět disciplín: oštěp 43,80 m, disk 34,80 m, kouli 12,12 m, dálku 580 cm a výšku 160 cm.

### Praha a S.K.Slávie
Výkony "venkovského“ atleta zaujaly vedení S. K. Slavia Praha; Douda od nich dostal domů regulérní vrhačskou kouli a zároveň přihlášku do klubu. V červnu 1927, druhý den po maturitě, odjel do Prahy na své první mistrovství mužů v lehké atletice. Zde potkal řadu tehdejších vynikajících atletů (např. Otakar Jandera, Miloš Prunar, Václav Chmelík, Josef Machaň aj.) a poprvé se dostal přes 14 m v kouli a přes 44 m v disku.
Od roku 1931 nastal pro Františka Doudu čas světových úspěchů:
- v červenci v Londýně ve vrhu koulí byl druhý (15,10 m);
- na podzim v Budapešti zvítězil vrhem 15,82 m a ve vrhu obouruč vytvořil český rekord (27,05 m);
- při utkání s rakouskými atlety utvořil v disku nový československý rekord (45,90 m).
- V roce 1932 v hodu diskem vytvořil nový československý rekord (46,30 m).
- Obnovilo se mu staré zranění v zádech a handicapován jel na olympijské hry do Los Angeles.
- V roce 1933 na III. Masarykových hrách při účasti atletů 11 zemí Evropy vyhrál vrh koulí (15,23 m) a byl třetí v disku (43,56 m). Na prvním Mistrovství Evropy v atletice 7.–9. září 1934 v Turíně (Itálie) vybojoval jedinou medaili pro ČSR – bronzovou ve vrhu koulí výkonem 15,18 m (první Arnold Wiiding (Estonsko) a druhý Risto Kunti (Finsko) měli shodně 15,19 m).

## Světové rekordy

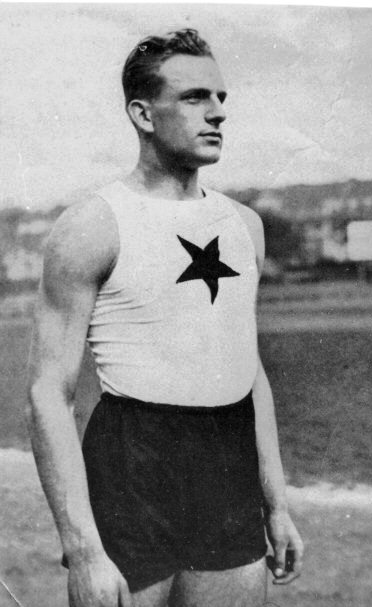
František Douda v Brně po vyrovnání světového rekordu ve vrhu koulí

- František Douda v říjnu 1931 na hřišti Moravské Slavie Brno v Pisárkách v utkání ČSR–Rakousko vyrovnal světový rekord Emila Hirschfelda (Německo) z 26. srpna 1928 a tímto výkonem 16,04 m se stal prvním světovým rekordmanem v historii československé mužské atletiky;
- 24. září 1932 utvořil v Praze při utkání proti polským atletům nový světový rekord – 16,20 metrů – když překonal stávající světový rekord Leo Sextona (USA) o 4 cm;
- Tento Doudův světový rekord pak překonal 24. března 1934 Jack Torrance (USA) výkonem 16,30 m; v Československu překonal Doudův výkon až v roce 1951 Jiří Skobla (atlet Dukly Praha).

## Olympijské hry

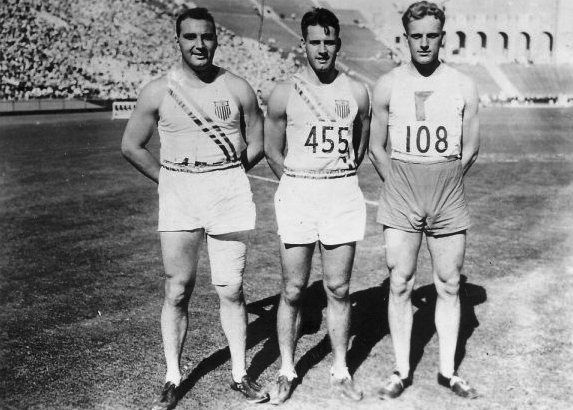
František Douda (č. 108) na stadionu OH v Los Angeles roku 1932

František Douda byl celkem nominován na troje OH:
- IX. Letní olympijské hry 1928 – Amsterodam, Nizozemsko (7. května – 12. srpna); Douda nepostoupil do finále, dosáhl v kouli 13,12 m a v disku 41,50 m (20. místo), ale hry byly pro něho pravou sportovní maturitou;
- X. Letní olympijské hry 1932 – Los Angeles, USA (30. července – 14. srpna); získal bronzovou medaili výkonem 15,61 m (tímto prvním soutěžním vrhem zpočátku vedl).
  - Na tréninkovém olympijském hřišti tři dny před startem se Doudovi při tréninku podařil vrh 16,30 cm (tj. o 26 cm lepší světového rekordu), který z něho rázem udělal favorita celé soutěže. V USA se Douda těšil největší pozornosti ze všech členů evropské výpravy. New-York Herald o něm napsal při příjezdu: „Ze všech atletů, kteří včera přešli přístavní můstek >Europy<, nejvýraznějším typem je Douda, který přijel s českou výpravou. Je nádherným vzorem fyzické dokonalosti. Vypadá jako hlavní hrozba Americe ve vrhu koulí a v hodu diskem."[2]
  - Ve vlastní soutěži při druhém pokusu se Doudovi obnovilo zranění a výkon z prvého vrhu již nezlepšil, ale soupeři ano – Američan Sexton šestým vrhem na 16,005 m a druhý Američan Rothert na 15,67 m. Světový rekordman Hirschfeld skončil čtvrtý. V hodu diskem skončil Douda na 15. místě
- XI. Letní olympijské hry 1936 – Berlín, Německo (1.–16. srpna); Douda obsadil 7. místo výkonem 15,28 m;

Osmnáctinásobný mistr ČSR ve vrhu koulí a hodu diskem se rozloučil se sportovní závodní činností svým posledním závodem v roce 1941 a potom se dlouhá léta věnoval výchově mladých vrhačských adeptů v pražském klubu Slavie. Žil až do své smrti (ve dvaaosmdesáti letech) v Praze-Dejvicích.